# Ohňostroj oddanosti
Ohňostroj oddanosti (v anglickém originále The Bonfire of the Manatees) je 1. díl 17. řady (celkem 357.) amerického animovaného seriálu Simpsonovi. Scénář napsal Dan Greaney a díl režíroval Mark Kirkland. V USA měl premiéru dne 11. září 2005 na stanici Fox Broadcasting Company a v Česku byl poprvé vysílán 25. listopadu 2007 na stanici ČT2.

## Děj
Homer se dostane do problémů s místní mafií kvůli dluhům za fotbalové sázky. Jako kompenzaci chce Tlustý Tony využít dům Simpsonových k natáčení filmu pro dospělé, kterého se účastní Carl a Lenny. Homer přiměje Marge a děti k odchodu z domu tím, že je pošle do „Santovy vesnice“. Marge a děti se vrátí domů a o natáčení porna se dozví. Marge, rozhořčená Homerovou poslední hloupostí, odchází. Homer, který je doma sám s dětmi, se snaží vymyslet, co dál. 
Zrovna když je Marge připravena se s Homerem usmířit (i když na rovinu řekne, že o jeho dárek v podobě bonboniéry z Kwik-E-Martu, z níž polovina bonbónů je nakousnutá, nemá zájem), potká doktora Caleba Thorna, pohledného vědce, jenž se zabývá záchranou ohrožených kapustňáků. Homer a děti se vydají Marge hledat a zastaví se u svých „venkovských bratranců“ (jejich pes je bratrem Spasitele). Marge mezitím nachází sama sebe a zároveň pomáhá zachraňovat kapustňáky. Caleb pomáhá Marge uvědomit si, že Homer je stále tím mužem, do kterého se zamilovala, a problém je v tom, že ona stále očekává, že se změní. 
Homer se rozhodne získat Marge zpět tím, že zachrání stádo kapustňáků před gangem s vodními skútry. Banda nejdříve souhlasí s odchodem, ale vrátí se poté, co je Homer urazí. Homer se pokusí kapustňáky zorganizovat k boji s gangem, ale všichni utečou. Gang je však rozprášen, když se objeví Homerův venkovský bratranec s notářsky ověřeným soudním příkazem, aby všichni s vodními skútry okamžitě opustili vody. Navzdory Homerovu neúspěchu je Marge ohromena jeho snahou o záchranu kapustňáků a prohlásí, že si domů odváží „skutečný ohrožený druh“: „oddaného manžela“. Rodina se rozhodne pro minidovolenou a Homer nechá poslat kapustňáka do elektrárny, aby ho na několik dní zastoupil. Když je kapustňák na pokraji smrti dehydratací, pan Burns a Smithers mu pomohou tím, že ho umyjí jako auto, což se kapustňákovi značně líbí.

## Produkce
Nápad na tuto epizodu byl původně předložen 16. ledna 2004 během schůzek scenáristů k Simpsonovým ve filmu. Al Jean navrhl myšlenku rodiny zachraňující kapustňáky, a přestože byla pro film zamítnuta, byla upravena do scénáře dílu.

## Přijetí
Ve Spojených státech díl během premiéry sledovalo 11,1 milionu diváků.
Patrick D. Gaertner ze serveru Puzzled Pagan napsal: „Ano, není to nejlepší způsob, jak začít řadu. Nejsem fanouškem nedávného přetlaku epizod, ve kterých se manželství Marge a Homera okamžitě ocitne v troskách a pak se zázračně napraví. Dřív se takové zápletky objevovaly jen zřídka a při zpětném pohledu dávaly stejný smysl. Ale protože jich bylo málo, fungovaly. Na této epizodě mi ale vadí, že se zdá být tak kanibalizovaná z předchozích zápletek. Začínáme všemi těmi fotbalovými sázkami, stejně jako v Líze sázkařem, a pak ke konci úplně vykrademe morálku z Tajemství úspěšného manželství. Vážně, je to stejný konec. Oba končí tím, že Homerovi je odpuštěno, protože díky němu si Marge uvědomí, že smyslem jejího života je starat se o něj, což je morální ponaučení nanic, natož aby bylo použito vícekrát. Navíc, co to sakra bylo s těmi kapustňáky? To o nich muselo jedno z dětí scenáristů udělat reportáž? Je to prostě tak divné a mimo mísu, že to nakonec nemá žádný smysl. To je jedno. Doufejme, že další díly úroveň zvednou. Není to vysoká laťka, kterou by bylo třeba přeskočit.“.
Dne 11. května 2008 označil časopis Entertainment Weekly roli Aleca Baldwina jako Caleba Thorna za první z 16 velkých hostujících hvězd seriálu Simpsonovi.
Epizoda je také pozoruhodná tím, že předpověděla souboj týmů pro Super Bowl XLVIII mezi Denver Broncos a Seattle Seahawks.